# Escandinavia como país

La Unión de Kalmar fue un intento de unificar los reinos escandinavos

A lo largo de la historia se ha propuesto la unión de los países escandinavos a raíz movimiento político que nació a mediados del siglo XIX, y que propone la unión de todos los países escandinavos en un único estado. Fue paralelo a otros movimientos de índole similar, como el paneslavismo. Tuvo su auge en la guerra que mantuvieron Prusia y el Imperio austríaco contra Dinamarca (Guerra de los Ducados, en 1864). Los miembros de organizaciones panescandinavistas de Suecia y Noruega quisieron apoyar a Dinamarca. Pero estos países se negaron a atacar y el movimiento y las ideas panescandinavistas quedaron ahogadas. Existieron intentos anteriores de unir los reinos escandinavos, como la Unión de Kalmar.
- Datos: Q6059663